# Csapat rövid program szinkronúszás a 2009-es úszó-világbajnokságon
A szinkronúszás csapat rövid programot a 2009-es úszó-világbajnokságon július 18-án és 19-én rendezték meg. Előbb a selejtezőt, másnap a döntőt.

## Érmesek
| Arany | Ezüst | Bronz |
| Oroszország · Darja Korobova · Anna Naszekina · Alekszandra Packevics · Viktorija Sesztakovics · Alla Siskina · Jelizaveta Sztyepanova · Anzselika Tyimanyina · Szofija Volkova | Spanyolország · Ona Carbonell · Raquel Corral · Margalida Crespi · Andrea Fuentes · Thaïs Henríquez · Paula Klamburg · Irina Rodríguez · Cristina Salvador | Kína · Huang Xuechen · Jiang Tingting · Jiang Wenwen · Liu Ou · Luo Xi · Wang Na · Wu Yiwen · Zhang Xiaohuan |

## Eredmény
| Helyezés  | Nemzetiség | Selejtező | Selejtező | Döntő     | Döntő    |
| Helyezés  | Nemzetiség | Pont      | helyezés  | Pont      | Helyezés |
| --------- | ---------- | --------- | --------- | --------- | -------- |
| Aranyérem | RUS        | 98.000    | 1         | 98.833    | 1        |
| Ezüstérem | ESP        | 97.500    | 2         | 97.833    | 2        |
| Bronzérem | CHN        | 96.167    | 3         | 96.667    | 3        |
| 4         | CAN        | 95.500    | 4         | 95.833    | 4        |
| 5         | JPN        | 95.000    | 5         | 95.167    | 5        |
| 6         | ITA        | 94.333    | 6         | 94.666    | 6        |
| 7         | USA        | 93.166    | 7         | 93.333    | 7        |
| 8         | UKR        | 92.333    | 8         | 92.500    | 8        |
| 9         | FRA        | 91.000    | 9         | 91.167    | 9        |
| 10        | PRK        | 87.667    | 10        | 88.000    | 10       |
| 11        | BRA        | 86.834    | 11        | 86.833    | 11       |
| 12        | NED        | 85.834    | 12        | 86.167    | 12       |
| 16.5      | H09.5      |           |           | 00:55.635 | O        |
| 13        | BLR        | 85.500    | 13        |           |          |
| 14        | MEX        | 85.500    | 14        |           |          |
| 15        | GBR        | 84.666    | 15        |           |          |
| 16        | SUI        | 84.167    | 16        |           |          |
| 17        | EGY        | 80.334    | 17        |           |          |